# Rauchwarenzurichter

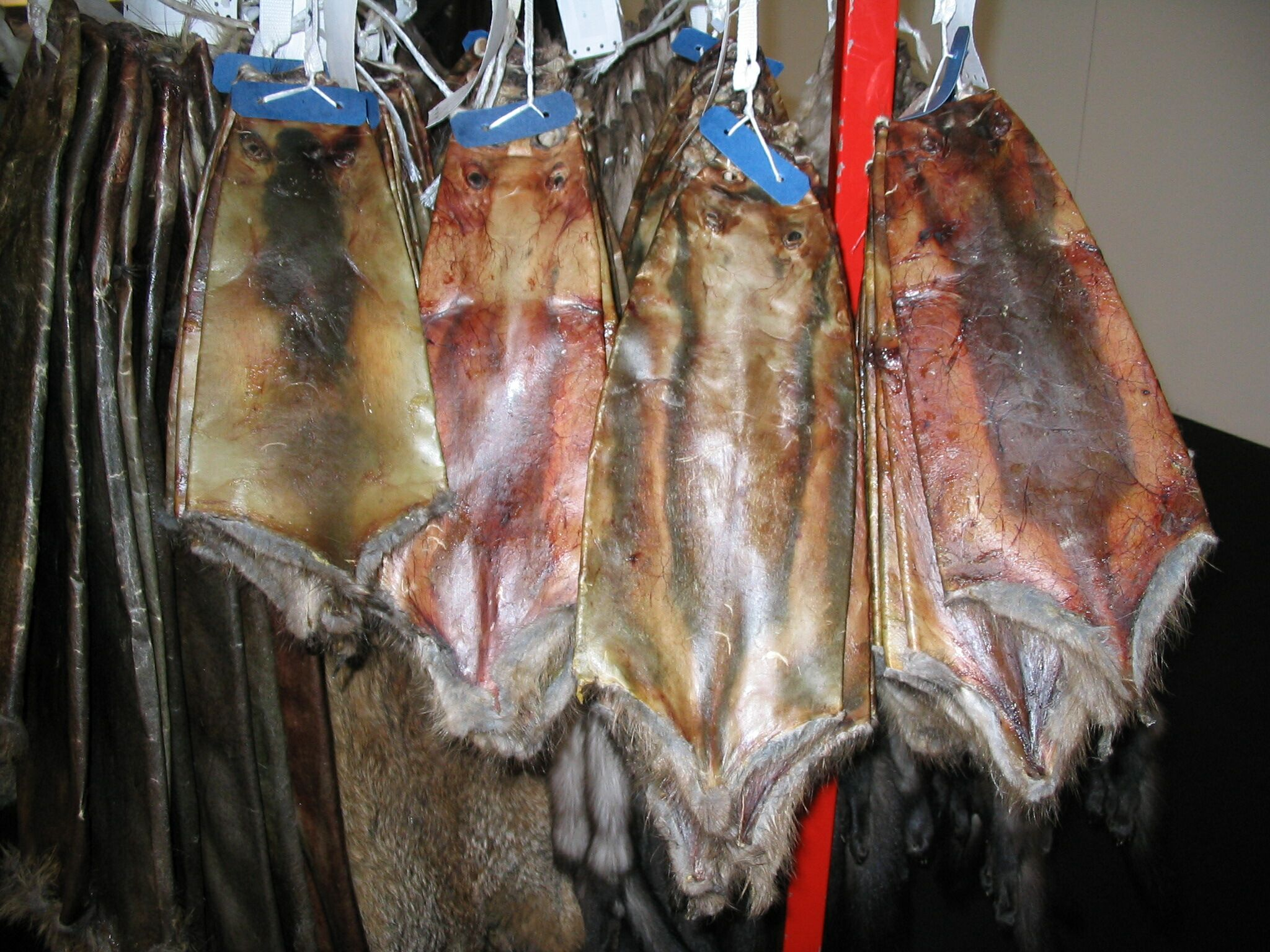
Rohe europäische Bisamfelle (Lederseite)

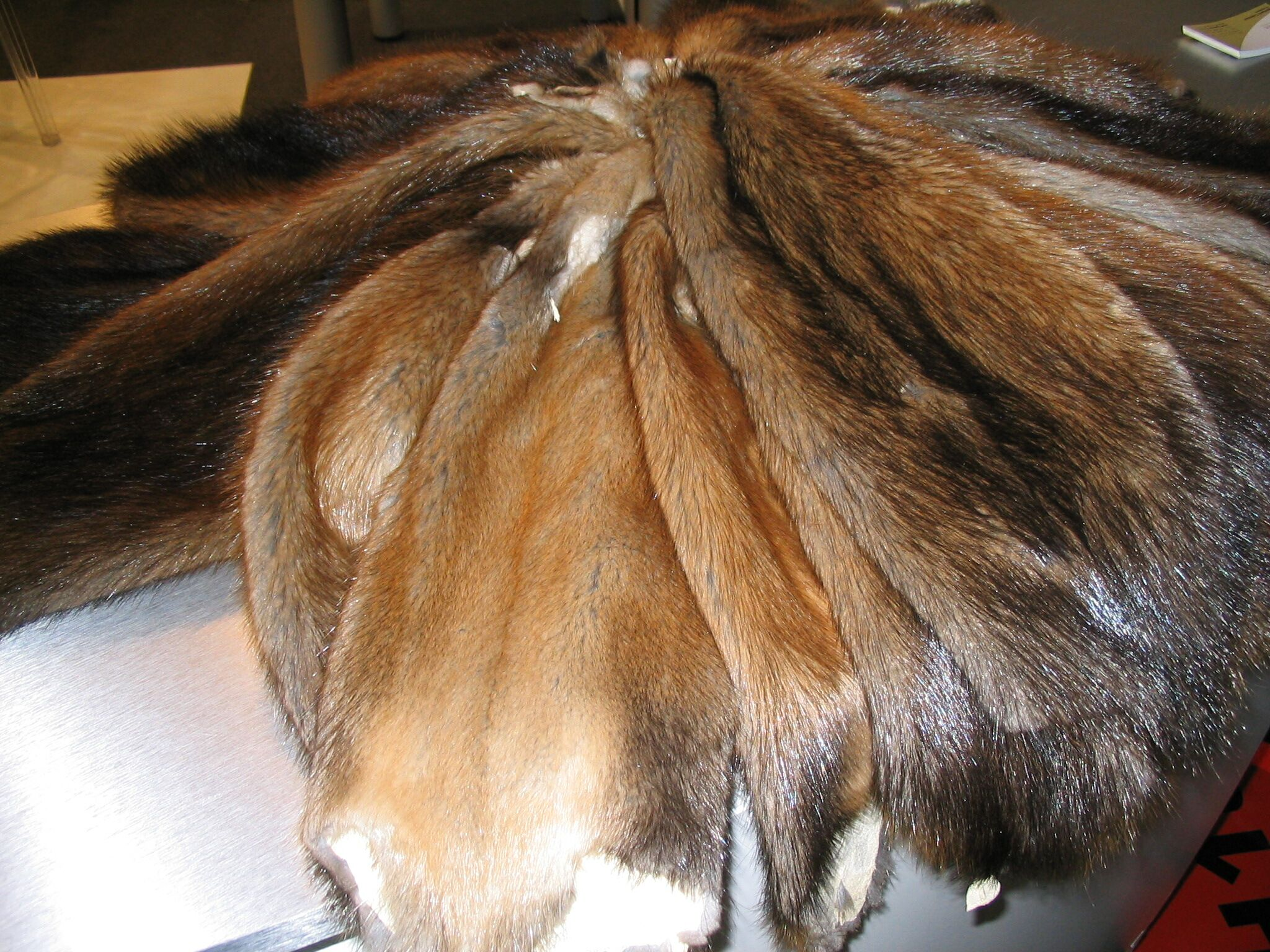
Zugerichtete europäische Bisamfelle (Haarseite)

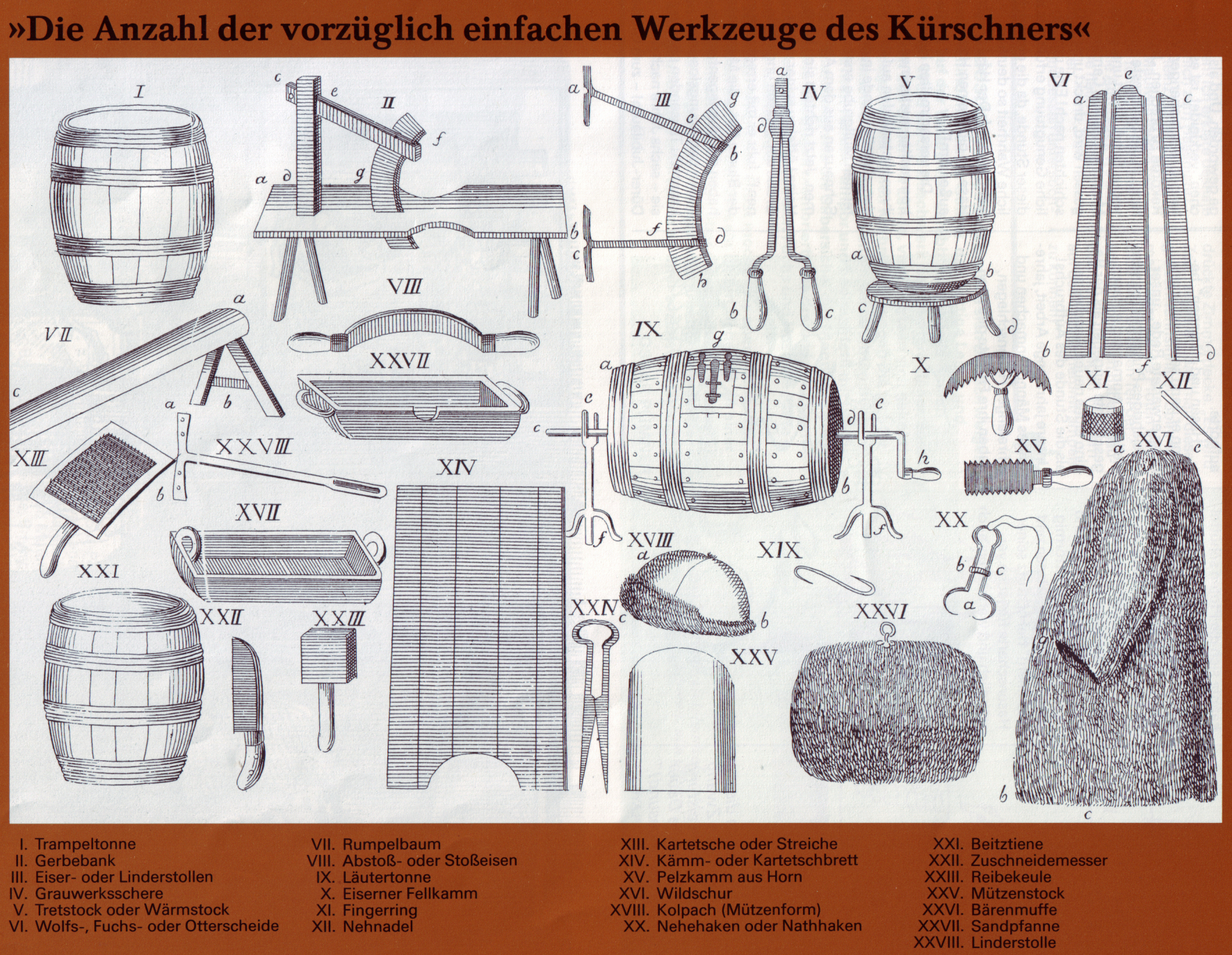
Im 18. Jahrhundert bestanden die Utensilien des Kürschners noch hauptsächlich aus Geräten für die Pelzzurichtung

Der Rauchwarenzurichter, österreichisch Rauwarenzurichter, bzw. Pelzzurichter oder einfach Zurichter ist in der Rauchwarenbranche mit der Erstbearbeitung der Rohfelle von Pelztieren beschäftigt. Seine Arbeit entspricht etwa der des Gerbers in der Lederverarbeitung.

## Geschichte
Der Beruf des Rauchwarenzurichters hat sich beginnend im 17. bis 18. Jahrhundert von der des Kürschners abgespalten. Diese Spezialisierung nahm, nach der Erfindung der Pelznähmaschine vor 1900, und der dadurch ermöglichten Zunahme des Pelzumsatzes schnell zu. Im 19. Jahrhundert wurden in Deutschland bereits die Felle eigentlich nur noch von Zurichtereien gegerbt, die sich bald weiter spezialisierten, zum einen auf einzelne Fellarten, zum anderen als Pelzveredler mit der Weiterbehandlung der Felle nach dem Zurichten, dem brauchbar machen der Felle.
In Deutschland siedelten sich die meisten Unternehmen der Rauchwarenzurichtung und -veredlung um das Pelzzentrum des Leipziger Brühls an und verblieben dort bis zum Ende des Zweiten Weltkriegs. Im Jahr 1929 waren in und um Leipzig 1880 im Deutschen Bekleidungsarbeiterverband organisierte Zurichter beschäftigt. Mit dem aufkommenden Pelzboom in Westdeutschland zogen viele Betriebe nach dort um, einige in die Nähe eines um die Frankfurter Niddastraße neu entstandenen Pelzhandelszentrums, in der Pelzbranche wieder „Brühl“ genannt. Als sich die Pelzverarbeitung bei gleichzeitiger Abnahme des Pelzverbrauchs in Deutschland und Europa erheblich nach Asien verlagerte, verringerte sich die Zahl der Betriebe entsprechend. Insbesondere die Zurichtung und Veredlung der Hauptartikel, wie derzeit Nerz und Fuchs, findet heute hauptsächlich in Asien statt. Besonders China kann auf eine alte Tradition in dem Handwerk zurückblicken. Für die Zurichtung und Veredlung von Lammfellen bestehen noch größere, bedeutende europäische Spezialbetriebe außerhalb Deutschlands. Mit dem kleiner werden der verbliebenen Betriebe ging auch eine Abnahme der Spezialisierung einher, so dass der Zurichter derzeit häufig wieder alle anfallenden Pelzarten, vor allem auch von einheimischen Pelztieren, in einer Hand verarbeitet.

## Berufsbild
Rauchwarenzurichter arbeiten entweder in gewerblichen oder industriellen
Rauchwarenzurichtungsbetrieben. Durch Gerbstoffe werden die Felle konserviert und erhalten durch entsprechende chemische und physikalische Behandlungen den für die Anfertigung von Pelzwaren erforderlichen Zustand. Die meisten europäischen Betriebe sind heute nicht mehr spezialisiert und verarbeiten den Hauptteil der anfallenden Pelzarten, wie beispielsweise Nerzfelle, Fuchsfelle, Kaninchenfelle, Nutriafelle, Schaffelle, Waschbärfelle, Hasenfelle, Kalbfelle und Wildschweinschwarten.

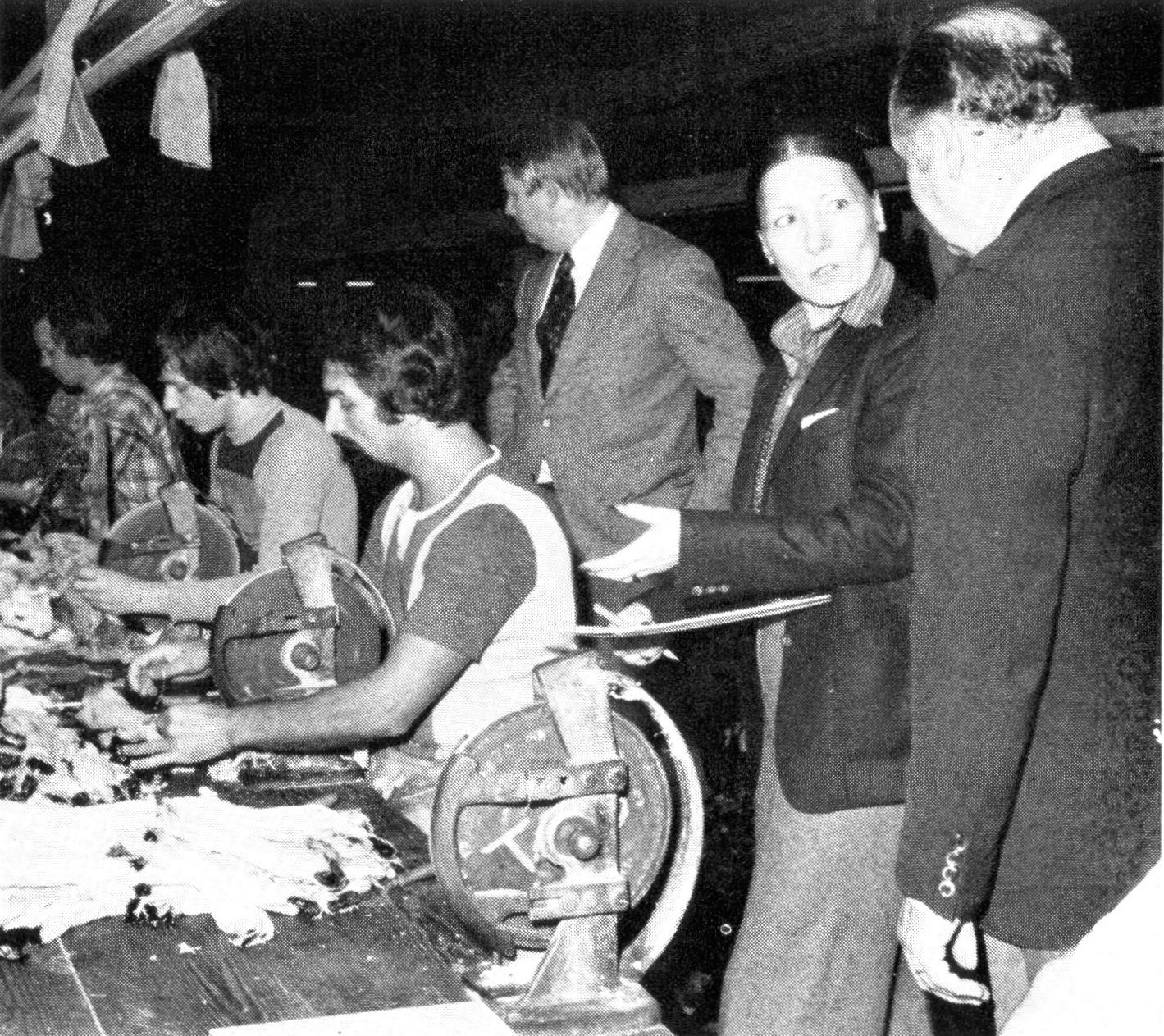
Pelz-Zurichter beim Dünnschneiden (Thorer & Co, Offenbach, 1977)

Rauwarenzurichtungsbetriebe sind meist räumlich in eine Nass- und eine Trockenwerkstatt geteilt. In der Nasswerkstatt wird der Gerbvorgang vorbereitet, in der Trockenwerkstatt erfolgt die Weiterverarbeitung und Veredelung der Felle. Es hängt von der Größe des jeweiligen Betriebes ab, wo die Rauchwarenzurichter eingesetzt werden und welche Tätigkeiten sie verrichten. Die Zurichter beurteilen anschließend die Rohfelle und stellen sie zu Partien für eine weitere, eventuell unterschiedliche Verarbeitung zusammen. Sie weichen die Felle in mit Waschmittellösung gefüllten Bottichen, Fässern oder Haspeln ein, um sie von Schmutz und Blutresten zu reinigen, und entfernen anschließend das an der Haut noch anhaftende Fleisch und Unterhautgewebe. Kleinere Felle wie Nerz, Fuchs oder Waschbär entfleischen sie zum Teil am Kreismesser, großflächige Felle wie Schaffelle mit der Entfleischmaschine. Vor der Gerbung werden die Felle gebeizt beziehungsweise gepickelt, indem sie zur Auflockerung des Fasergefüges in eine mit Kochsalz und organischen Säuren (vor allem Ameisensäure, Essigsäure) versetzte Lösung gelegt werden.
Gegerbt wird mit Gerblösung in Fässern oder Trommeln, in denen die Felle meist 12 bis 24 Stunden verbleiben. Um dem gegerbten Fell das gewünschte Aussehen und die erforderlichen Eigenschaften zu verleihen, nehmen die Rauchwarenzurichter noch eine Reihe von chemischen und mechanischen Behandlungen vor. Sie fetten die Felle, schneiden das Leder auf eine gleichmäßige Dicke und spannen (zwecken) sie zum Trocknen auf. Dann werden sie in einer Läutertrommel mit feuchten Sägespänen gereinigt (Feuchtläutern), anschließend geklopft beziehungsweise über einem stumpfen Messer gestreckt und gedehnt (Ausstoßen), um sie weich und geschmeidig zu machen. Danach wird die Lederseite an der Schleifmaschine glattgeschliffen. Abschließend kämmen und bürsten sie das durch die Zurichtung eventuell verfilzte Haarkleid wieder auf.
Zu den Aufgaben der Rauchwarenzurichter gehören alle Arbeiten der Pelzzurichtung. Das Endprodukt der Zurichterei ist das für die kürschnerische Weiterverarbeitung fertige oder für die Weiterveredlung (Färben, Scheren u. a.) vorbereitete Pelzfell. Je nach Firma erfolgt die Entlohnung als Stundenlohn, insbesondere bei der Zurichtung von Massenware, für bestimmte Tätigkeiten als Stücklohn. In der Vergangenheit bedingte insbesondere die Saisonabhängigkeit des Handwerks durch den ungleich auf das Jahr verteilten Anfall der Felle häufig Kurzarbeit oder eine Freistellung in der „Stillen Zeit“, charakteristisch für den Berufszweig war früher die Entlohnung nach dem Akkordsystem.
1965 hieß es: Der Beruf des Rauchwarenzurichters gehört seit langem zu den bestdotierten handwerklichen Arbeiten.

## Ausbildung
In Österreich beträgt die Lehrzeit des Rauwarenzurichters zwei Jahre. Eine weiterführende Bildungsmöglichkeit zur Erreichung eines höheren Bildungsabschlusses beziehungsweise zur Höherqualifizierung für Absolventen dieses Lehrberufs bietet in Österreich vor allem die Werkmeisterschule für Berufstätige mit den Fachrichtungen „Technische Chemie“ und
„Technische Chemie und Umwelttechnik“ (zwei Jahre im Abendunterricht). Die Lehrlingsstatistik für die Jahre 2003 bis 2012 weist für Österreich einen Rauwarenzurichterlehrling für das Jahr 2003 aus.
Der Beruf des Rauchwarenzurichters wurde in Deutschland erstmals 1937 anerkannt. Diese Ausbildungsordnung trat jedoch am 1. August 1981 außer Kraft. Gleichzeitig ging der Zurichterberuf in dem nach dem deutschen Berufsbildungsgesetz (BBiG) anerkannten Nachfolgeberuf des Pelzveredlers auf, der die ursprünglich zwei Berufe des Rauchwarenzurichters und Rauchwarenveredlers in einem vereinigt. Die heutige, deutschlandweit geregelte 3-jährige Ausbildung zum Rauchwarenveredler wird in derzeit nur noch sehr geringem Umfang in Rauchwarenzurichtungs- und Veredelungsbetrieben angeboten.

## Belege
1. 1 2  
Erika Rowald: Die deutsche Rauchwarenveredlung eine Lohnindustrie. Verlag Der Rauchwarenmarkt, Leipzig (Inaugural-Dissertation, ohne Datum) ca. 1930/31, S. 6–11, 72
2. 1 2 3 4  
berufslexikon.at: Rauchwarenzurichterin, Rauchwarenzurichter Zuletzt abgerufen am 15. Mai 2013
3. ↑  Anton Ginzel: 60 Jahre Rauchwarenveredlung. In: Die Pelzwirtschaft. Verlag Die Pelzwirtschaft 1. Januar 1965, Berlin, S. 44–55
4. ↑  Anton Ginzel: Voraussetzung einer guten Pelzveredlung. In: Das Pelzgewerbe Jg. XVI / Neue Folge, 1965 Nr. 3, S. 122
5. ↑  berufe.net: Tätigkeitsbeschreibung von Rauchwarenzurichter/Rauchwarenzurichterin vom 31.10.2005 (Seite nicht mehr abrufbar, festgestellt im Mai 2019. Suche in Webarchiven)  Info: Der Link wurde automatisch als defekt markiert. Bitte prüfe den Link gemäß Anleitung und entferne dann diesen Hinweis. (PDF; 98 kB) Zuletzt abgerufen am 15. Mai 2013
6. ↑  Bundesagentur für Arbeit: Pelzveredler/in Zuletzt abgerufen am 15. Mai 2013